# Швець Євген Олександрович
Євген Швець (нар. 23 травня 2001) — український легкоатлет, який спеціалізується в бігу з бар'єрами, чемпіон національних першостей в естафетних дисциплінах.
На національних змаганнях представляє Сумську область.
Тренується у Східному державному центрі олімпійської підготовки (Суми) під керівництвом Олександра Торяника.